# Григоришин Костянтин Іванович
Костянтин Іванович Григоришин (нар. 16 листопада 1965, Запоріжжя, УРСР) — російський олігарх, що має комерційні інтереси в Україні в царині енергетики. Президент групи «Енергетичний стандарт». Постійно проживає в Москві, громадянин РФ та Кіпру. У 2016 році отримав громадянство України.

## Життєпис
Народився 16 листопада 1965 року в Запоріжжі.
У 1987 році закінчив Московський фізико-технічний інститут (МФТІ) за фахом «інженер-фізик». 1991 року закінчив аспірантуру МФТІ, кандидат фізико-математичних наук. Працював в Інституті спектроскопії Академії наук СРСР.
Серед основних сфер інтересів енергетика, машинобудування і суднобудування. Почав свій бізнес в Україні в середині 1990-х років: разом із партнерами продавав український метал до Росії.
В електроенергетиці мав контрольний пакет акцій у луганській та вінницькій обласних енергорозподільних компаніях, решта сім (Запорізька, Харківська, Полтавська, Сумська, Чернігівська, Черкаська та Тернопільська обленерго) контролюються спільно з іншими акціонерами.
З початку 2000 років володів компанією Запоріжтрансформатор – монополістом у виробництві українських силових трансформаторів та реакторів, яка внаслідок збройної агресії Росії проти України збанкрутувала, а на початку листопада 2022 року компанію було націоналізовано.
Під час виборчої кампанії 2002 року ім'я бізнесмена Костянтина Григоришина згадувалося через спонсорство політичної партії Яблуко.
Перед президентськими виборами 2004 року Григоришин продав вісім обленерго співвласнику групи «Приват» Ігорю Коломойському. Після закінчення президентських виборів Григоришин спростував наявність угод із Коломойським та спробував повернути собі Чернігівобленерго, Прикарпаттяобленерго та Полтаваобленерго шляхом встановлення свого менеджменту на підприємствах.
У грудні 2008 року Служба безпеки України заборонила Григоришину в'їзд до країни протягом п'яти років через його причетність до організації низки рейдерських атак на підприємства Турбоатому. У червні 2009 року апеляційний адміністративний суд Києва підтвердив рішення суду першої інстанції, який визнав дії силового відомства незаконними.
19 січня 2025 року позбавлений усіх державних нагород України, накладено санкційні обмеження.

## Статок

### Фінанси
2013 року журнал «Фокус» оцінив статки Григоришина в $1.8 млрд (№ 8 серед 200 найбагатших людей України).
У рейтингу журналу «НВ» «топ-100 найбагатших українців», опублікованому у жовтні 2019 року, статки оцінено у $462 млн (зменшення на 6 % порівняно із 2018 роком); 15 місце рейтингу.

### Власність
Основні сфери інтересів: енергетика, машинобудування, суднобудування, нерухомість, транспорт, транспортні перевезення суднами.
Компанії Григоришина об'єднані в декілька холдингів:
- ЗАТ «Група Енергетичний стандарт»;
- «Групи Енергетичний Стандарт SA» (Швейцарія);
- ТОВ «Луганське Енергетичне Об'єднання» (ТОВ «ЛЕО»);
- СП «Творення» (активи в Україні та в Росії);
- ТОВ "КУА «Сварог Ессет Менеджмент» — керуюча компанія.

Активи холдингів Григоришина: енергетика, машинобудування, нафтогазовий напрямок, транспорт, в т.ч.:
- ВАТ «Турбоатом» — Харківський турбінний завод, по які неперевіреними даними володіє пакетом 25-27 % акцій через кіпрську компанію «Linfot Лімітед», державі належать 75 % акцій;
- ПАТ авіакомпанія «Константа»;
- ПрАТ Судноплавна компанія «Укррічфлот» — є найбільшим річковим перевізником України. До його складу входять Дніпропетровський, Запорізький, Миколаївський, Херсонський і Чернігівський річкові порти, нерухомість, туристичні об'єкти, ремонтні компанії, склади;
- ПАТ Електрометалургійний завод «Дніпроспецсталь» ім. Кузьміна;
- ВАТ «Жидачівський целюлозно-паперовий комбінат»;
- ПАТ "Запорізький завод надпотужних трансформаторів «Супер»;
- ВАТ «Запорізький завод феросплавів»;
- ВАТ «Ізмаїльський целюлозно-картонний комбінат»;
- ВАТ "Львівський завод низьковольтних електроламп «Іскра»;
- ВАТ «Стахановський завод феросплавів»;
- ПАТ «Вінницяобленерго»;
- ПАТ «Черкасиобленерго»;
- ПАТ «Чернігівобленерго», офшорні та зарубіжні компанії;
- «Енергетичний стандарт Real Estate Limited»;
- «Artamare Лімітед»;
- «Azidano Лімітед»;
- «Bikontia Enterprises Limited»;
- «Управління Фонд Енергетичний стандарт Лімітед»;
- «Standard Power Energy Limited»;
- «Енергетичний стандарт Проекти Лімітед»;
- «Karatano Лімітед»;
- «Личинка Investments Limited»;
- «Linfot Лімітед»;
- «Pacific International Sport Клуби Лімітед»;
- «Parminter Group Inc»;
- «Peneliaco Лімітед», «Samhato Enterprises Limited»;
- «Savoy Export-Import Limited»;
- «Tregory Holdings Limited»;
- «UA Energy Distribution Holding Limited»;
- «Zadano Лімітед»;
- «Торгівля — Invest Group Ltd.», Консалтинг, нерухомість, будівництво, туризм;
- ТОВ «Еліта-Ялос»;
- ТОВ «ЕСК» (будівельна компанія);
- ТОВ «Фондова компанія» Меридіан»;
- ТОВ «КУА» Глобус Ессет Менеджмент;
- ТОВ «Проматом»;
- ТОВ «Тай-Інвест»;
- ТОВ «Терра Україна»;
- ТОВ «Козацька чайка»;
- ТОВ «Ясногородська страусина ферма»;
- ПАТ "Проектно-технологічний інститут «Київміськбуд».

#### Інше
- ЗАТ «МЕДІНТРЕЙД» (мережа аптек в Запоріжжі);
- ПФК «Суми»;
- ТОВ «Сумиспортінвест» — власник стадіону «Ювілейний» у Сумах;
- Контролює «Об'єднаний фондовий реєстратор», і «Дисконт 2000», російський ВАТ;
- «Центральний московський депозитарій».

## Сім'я
- Розлучений, виховує сина і доньку.
- Донька — Євгенія Григоришина, вийшла заміж 2009 року за родича народного депутата від Партії регіонів Андрія Деркача. Працює координатором у благодійному фонді «Таблеточки».[11]